# Bývalý německý hřbitov (Bělá)
Bývalý německý hřbitov v Bělé se nachází u vesnice Bělá (německy Seibersdorf), místní části obce Město Libavá v okrese Olomouc v Olomouckém kraji v pohoří Oderské vrchy / Nízký Jeseník.

## Další informace
Hřbitov patřil k nedaleké kapli svatého Alfonse v Bělé a využíval se v období německého osídlení vesnice. Hřbitov je pietní památkou na bývalé německé obyvatele, kteří v oblasti žili a v roce 1946 byli vysídleni z Československa. V minulosti, před zmenšením rozlohy vojenského újezdu Libavá, hřbitov ležel ve vojenském prostoru a byl bez povolení nepřístupný. Po zmenšení rozlohy vojenského prostoru je hřbitov celoročně volně přístupný a označený nenápadnými ukazateli u lesní silnice v Bělé. Cesta k němu je lemovaná lipovou alejí. Ze hřbitova zbylo jen několik poničených náhrobků.

## Galerie

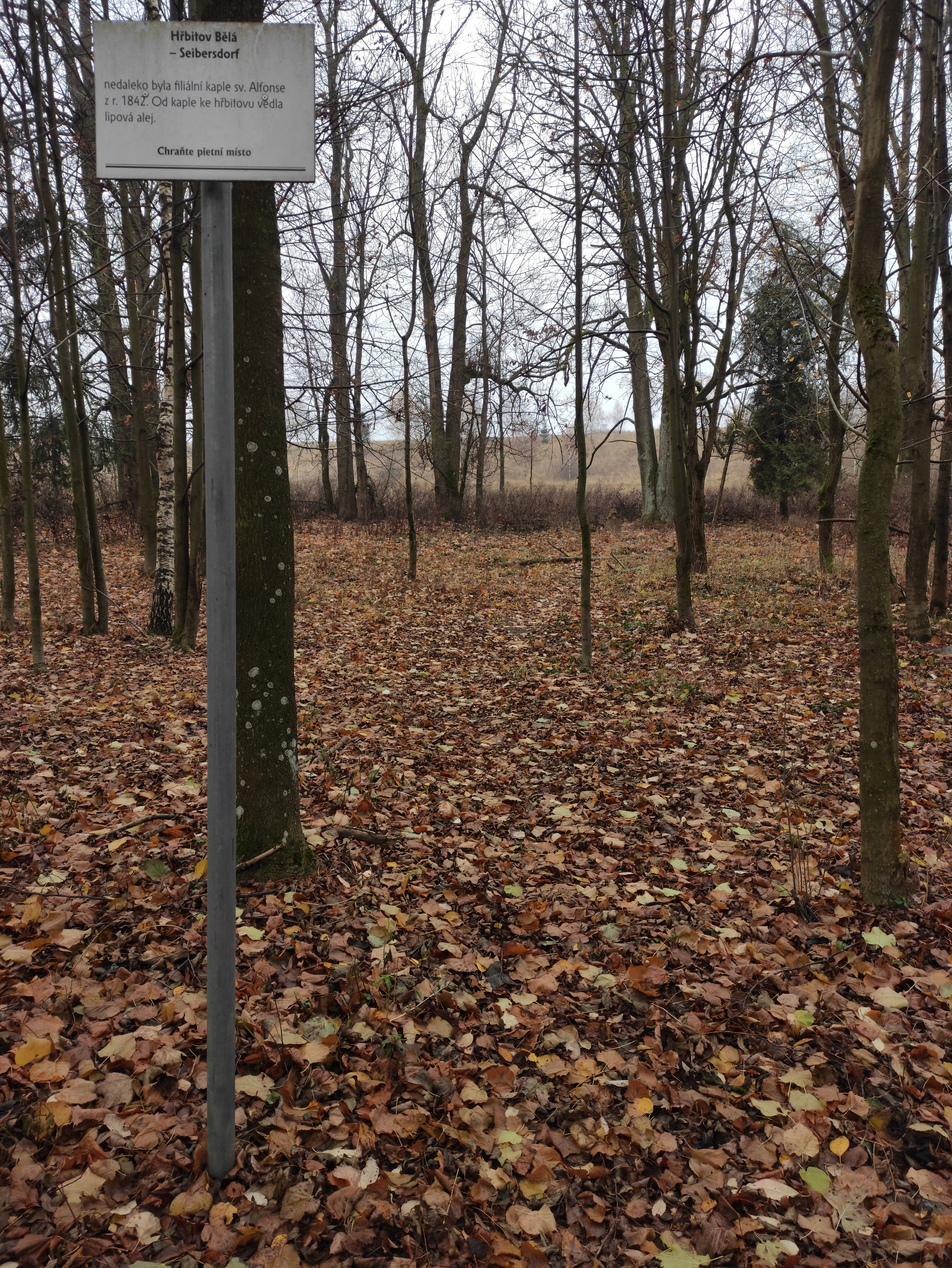
Informační tabule u hřbitova
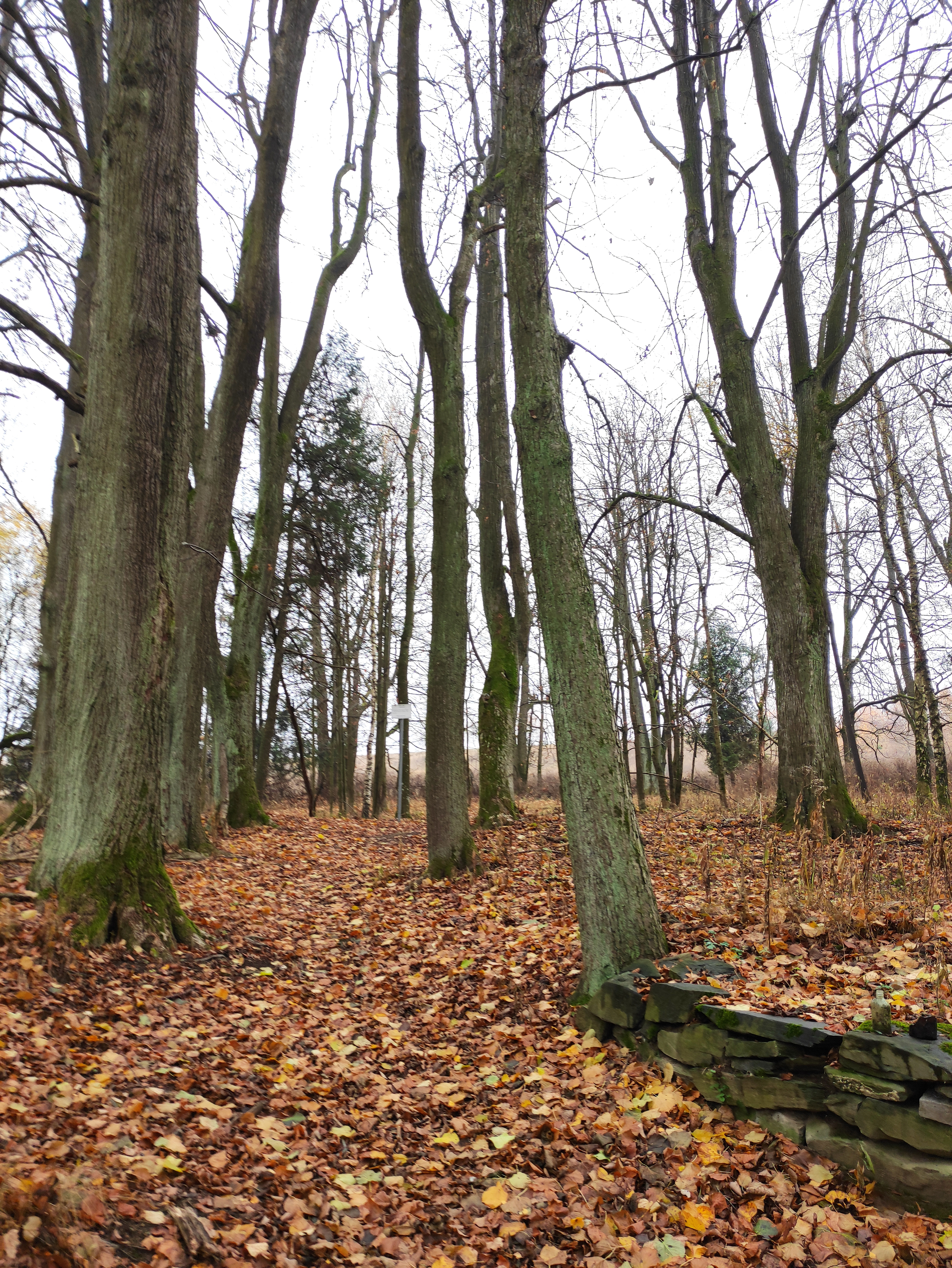
Lípová alej u cesty ke hřbitovu
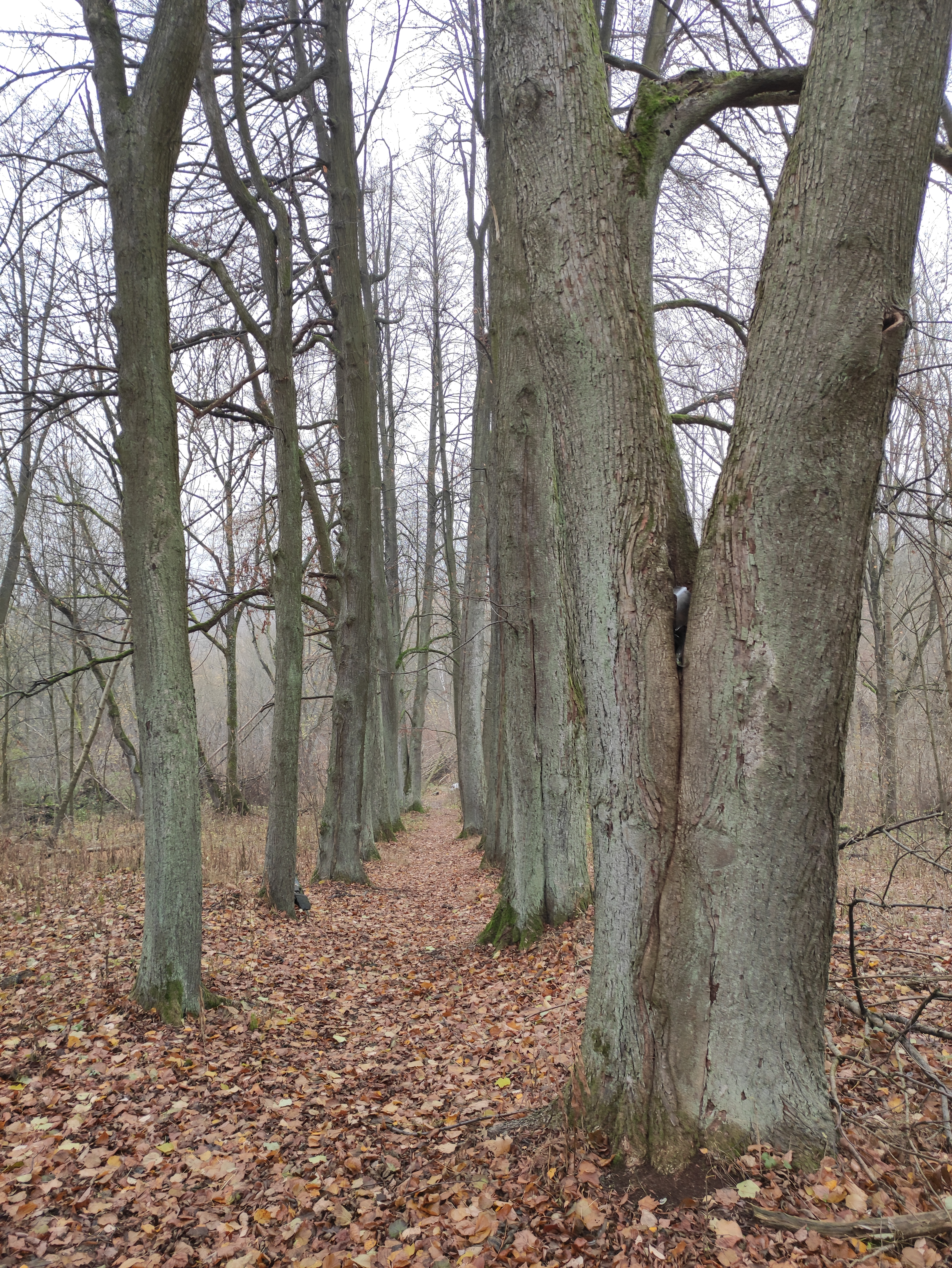
Lípová alej u cesty ke hřbitovu